# Патрик О'Конъл
Па́трик Джо́узеф О’Ко́нъл (на испански: Patrick Joseph O'Connell; (8 март 1887 - 27 февруари 1959) роден в Дъблин, Обединено кралство Великобритания и Ирландия) е ирландски футболист, играе като полузащитник, впоследствие става треньор. В Испания получава прозвището Дон Патрисио. Наричат го също и спасителят на „Барселона“, тъй като помага на клуба да излезе от тежка финансова ситуация.

## Кариера
Като футболист играе за Шефилд Уензди, а сетне и в Хъл Сити. През 1914-та преминава за 1000 паунда в Манчестър Юнайтед. Кариерата му на „Олд Трафорд“ не продължава дълго, заради избухването на Първата световна война. Той не отива на фронта, а работи във фабрика за боеприпаси в „Трафорд Парк“, където играе понякога за „Честърфийлд“, „Клаптън“, „Рочдейл“ и „Шефийлд Уензди“. Играе и за националния отбор на Ирландия, с който печели домашния шампионат на Великобритания през 1914 година. Той става първия ирландски футболист капитан на червените дяволи
След края на войната решава да стане треньор. По това време е модерно британски треньори да водят клубове от северна Испания. През 1922 се озовава в Расинг Сантандер, като изоставя в Англия съпругата си и четерите си деца. Там той се влюбва в Елън, ирландка учеща децата на кралската фамилия на английски език и след като той овдовява, тя ще омъжва за него. След добри 7 години в Сантандер и спечелени 5 пъти регионалната лига, той се мести в близкия Реал Овиедо, но бързо влиза в конфликт с директорите заради налагането на един млад нападател на име Ланхара. Своевременно Ланхара става три пъти голмайстор на Ла Лига. След като вече е добре известен в страната, през 1931-ва получава предложение от втородивизионния севилски Реал Бетис. През 1932 печели с отбора Сегунда дивисион, а през следващите два сезона заема пето и четвърто място в Примера. Сезон 1934/35 става най-великия в историята на „Бетис“, в който до последно те се борят с „Реал Мадрид“. „Бетис“ става шампион в последния кръг след победата си с 5:0 срещу „Овиедо“. След този сензационен успех „Дон Патрисио“ получава оферта на която не може да откаже, тази на Барселона През юни 1936 на власт идва Франко. По това време Конъл е на почивка и получава телеграма в която е известен, че не може да бъде повече треньор на Барса. Той все пак се завръща в града и продължава да помага на клуба по всякакъв начин, дори на практика спасява „Барселона“ от фалит, благодарение на едно турне в Мексико и САЩ, като печалбата от него е депозирана в Парижка банка, за да не бъде пипната от хунтата и Франко. През 1939 режимът го принуждава да напусне страната и да се завърне в Корк, Ирландия заедно със съпругата си Елън. След края на войната през 1940 се завръща в Испания и поема отново „Бетис“, въпреки финансовите трудности успява да върне тима в елита. Въпреки това той става треньор на градския съперник Севиля, което никак не радва привържениците на противника.
През 1949 решава да се пенсионира но остава да живее в Севиля. През 1954-та организира приятелски благотворителен мач между „Бетис“ и „Севиля“ с цел събиране на пари за лечение на съпругата му.
След това те се местят в Лондон, където Елън разбира за предишната му жена и децата му и го напуска. Умира от пневмония, изоставен и алкохолик на 71 години в квартал Сейнт Панкрас. Погребан в католическото гробище „Сейнт Мери“ в Кенсал Грийн.
Има място в залата на славата на Барселона.

## Успехи (като футболист)
Ирландия
- Шампион в домашния шампионат на Великобритания (1): 1914

## Успехи (като треньор)
Расинг Сантандер
- Победител шампионата на Кантабрия (5): 1923/24, 1924/25, 1925/26, 1926/27, 1928/29

 Реал Бетис
- Шампион на Испания (1): 1934/35
- Победител в Сегунда (1): 1931/32

 Барселона
- Победител в Средиземноморската лига (1): 1937
- Победител в шампионата на Каталония (2): 1935/36, 1937/38
- Финалист в Купата на Испания (1): 1936

 Севиля
- Вицешампион на Испания (1): 1942/43